# Vladlen Chernomor

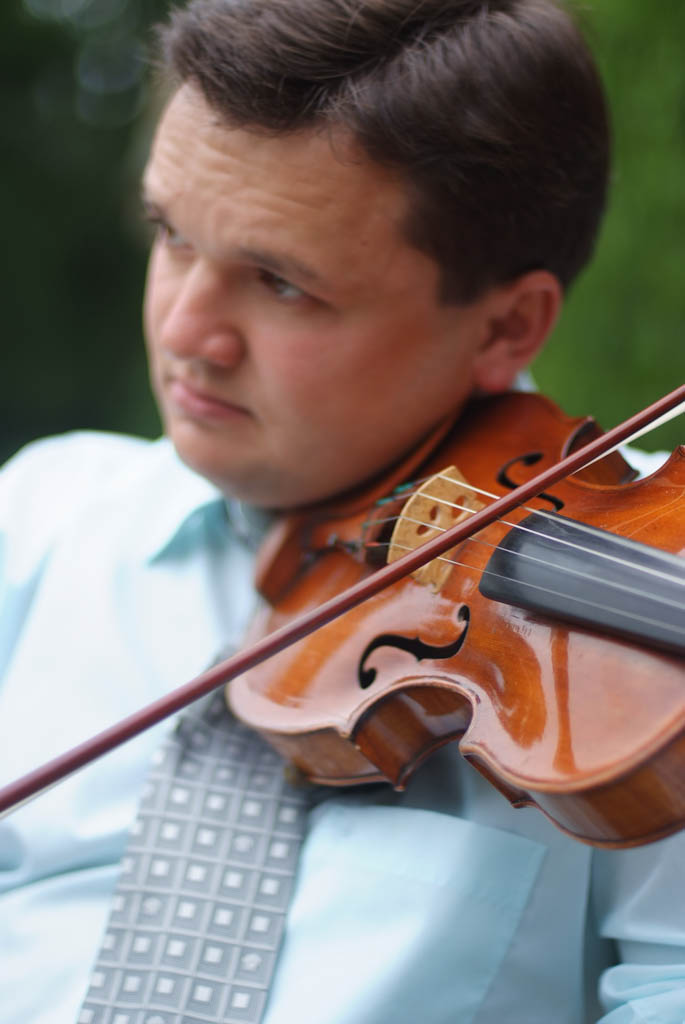
Vladlen Chernomor
Violinist

Vladlen Chernomor (* 1978 in Taschkent, Usbekistan) ist ein usbekischer Violinist. Seit dem 18. April 2009 ist er der Konzertmeister der Straßburger Philharmoniker.

## Leben
Er erhielt seinen ersten Violinenunterricht von 1985 bis 1996 bei Nathan Mendelssohn an der „Uspensky-Schule“ in Taschkent, dem an das Staatliche Konservatorium Usbekistans Taschkent angeschlossenen Musikgymnasium für musikalisch hochbegabte Kinder. Seit 1989 trat Chernomor mit dem Usbekischen Staatsorchester in Fernseh- und Hörfunksendungen auf. Nachdem er verschiedene Preise gewonnen hatte, u. a. den 2. Preis im „International Youth Violin Competition“ in Alma-Ata (Kasachstan) und den 1. Preis beim 7. Nationalen Violinwettbewerb in Taschkent (Usbekistan) – folgten Konzertauftritte in der Sowjetunion und in ganz Europa.
Im Jahr 1996 nahm Chernomor sein Violinstudium an der Hochschule für Musik Würzburg bei Grigori Zhislin und Conrad von der Goltz auf. Außerdem besuchte er Meisterklassen bei Yehudi Menuhin, Zakhar Bron, Victor Tretyakov und Yuri Koscharsky. Seit 1999 setzte er seine Studien an der Musikhochschule Köln bei Victor Tretyakov fort, wo er im Jahr 2003 sein Diplom erhielt und 2007 mit dem Konzertexamen abschloss.
Seit Beginn seines Studiums konzertiert Chernomor in ganz Europa mit Orchestern wie dem „Düsseldorfer Kammerorchester“, der Jungen Philharmonie Köln, dem „Israel Soloist Ensemble“, der „Brandenburgischen Philharmonie Frankfurt/Oder“, den Hofer Symphonikern oder der Klassischen Philharmonie Bonn. Chernomor war Stipendiat der „Pro Musica Viva Maria Strecker-Daelen Stiftung“ (Mainz) und der „Friedrich-Ebert-Stiftung“ (Bonn). Im Jahr 2005 gewann er den internationalen Violinwettbewerb „Julio Cardona“ in Portugal.
Im Jahr 2006 gab er sein Solo-Debüt mit Orchester in der Berliner Philharmonie. Chernomor spielt eine Violine des italienischen Geigenbauers Giovanni Battista Guadagnini aus dem Jahr 1749.